# Strepsils
Strepsils är halstabletter. Strepsils tillverkas i England och har en bakteriehämmande effekt. Sugtabletterna marknadsförs som Strepsils internationellt och som Cēpacol i USA.

## Innehåller
En sugtablett innehåller: 
- Diklorobensylalkohol 1,2 mg
- Amylmetakresol 0,6 mg
- Sackaros 1,44 g
- Glukos 0,98 g

Den amerikanska tabletten är tolv gånger starkare än den som marknadsförs i Sverige, och innehåller 15 mg istället för 1,2 mg diklorobensylalkohol. Sötningsmedel i dessa är 3,6 mg mentol och smakförstärkare (körsbär).